# 白永歩美
白永 歩美（しらなが あゆみ、11月13日）は、日本の俳優。「暗黒の宝塚」の異名を持つ月蝕歌劇団二代目代表。名に白を冠したのは様々な役に染まれるようにとの想いからで、自ら「まっしろな闇」と称する。

## 概要
2003年10月、月蝕歌劇団に子役として入団し「愛と誠」で初舞台を踏む。以後、同劇団での舞台を中心に、ラジオ、映像等に出演。女子美術大学に入学した2012年3月から2017年3月までは休団したが、その間も2011年から2015年まで都立つばさ総合高等学校の演劇の授業のワークショップ講師を務めた。
月蝕歌劇団復帰後、「ネオ・ファウスト地獄変」「英雄伝説・馬賊 矢吹丈」など出演を続けるも、2018年11月、代表高取英が突如急逝する。この時、高取の指揮で進められていた「五瓣の椿」「ドグラ・マグラ」の開演一週間前で上演が危ぶまれたが、出演者・関係者の意志で完遂し、月蝕歌劇団二代目代表に就任。この時まで、高取英の娘であることは秘しての活動であったが、以後は公にする。
翌2019年にはJ・A・シーザーの監修で高取の代表作である「聖ミカエラ学園漂流記」を主演、没後一年を記念した「新撰組in1944ーナチス少年合唱団ー」、「陰陽師 安倍晴明」では主役安倍晴明を務め、森永理科の演出で洗練された新たな月蝕歌劇団の姿を見せた、翌2021年にはコロナ下の緊急事態宣言で上演延期となった「少年極光都市」を制限の中上演するも、自己の演出による「白夜月蝕の少女航海紀」を以て、一旦休止することを発表した。これは高取急逝後、ひた走ってきた状況を一度見つめ直し、充電期間を経て再生するためである。

## 舞台

### 2002年
- 月蝕歌劇団「寺山修司　過激なる疾走」新宿紀伊國屋ホール

### 2008年
- 市街劇「人力飛行機ソロモン・松山篇」（月蝕歌劇団として出演）

### 2009年
- 『幻夢ドグラ・マグラ』（原作　エヴァルド・フリザール）スロベニア国際演劇祭

### 2011年
- 「サディスティックサーカス2011」（月蝕歌劇団として出演）

### 2017年
- 月蝕歌劇団 「天正少年使節　天草四郎の乱」千本桜ホール（主演　千々石ミゲル・天草四郎・出雲阿国　役）

### 2018年
- 劇的表現集団ユメノアト「残響」（ジェシー役）
- 劇的表現集団ユメノアト「ロクな死に方」（女役）
- 月蝕歌劇団 「女神ワルキューレ海底行」（石川真理子役）
- 月蝕歌劇団 「阿呆船ー蝸牛と少年ー」（眠り男役）
- 月蝕歌劇団 「ピーターパン 月蝕版」（ピーターパン役）
- 月蝕歌劇団 「盲人書簡ー上海篇ー」（小林少年役）
- 月蝕歌劇団 「ドグラ・マグラ 月蝕版」（青年役）

### 2019年
- 劇的表現集団ユメノアト「残響」（ジェシー役）
- 劇的表現集団ユメノアト 「ロクな死に方」（女役）
- 虚飾集団廻天百眼 「令和元年のシェイクスピア」（マクベス夫人役）
- 劇的表現集団ユメノアト 「それは、満月の夜のことでした」（月役）
- 嘴音杏「適度に楽しむ黄昏です」@新宿ネオマスカレード（朗読）[13]
- 少女人形舞台「幻奏の宴Vol.35〜那由多より〜」（語り部役）
- 遠野物語フェスティバル舞踏公演「業曝」（踊り手）
- 「家畜人ヤプー倶楽部」（トークゲスト・パフォーマンス）
- 月蝕歌劇団 「聖ミカエラ学園漂流記」（美村亜維子役）

### 2020年
- 月蝕歌劇団 「陰陽師 安倍晴明ー最終決戦ー」 @ザムザ阿佐ヶ谷 （安倍晴明役）[14]
- 虚飾集団廻天百眼 「不思議の国のアリス・オブザデッド」 @ザムザ阿佐ヶ谷 （ティリー役）[15]
- 虚飾集団廻天百眼 「冥婚ゲシュタルト2020」 @ザムザ阿佐ヶ谷 （ミチコ役）[16]
- 流山児★事務所 「寺山修司ー過激なる疾走ー」（メフィストフェレス役）[17]

### 2021年
- 月蝕歌劇団 「少年極光都市」 @オメガ東京
- 朝倉薫のガールズハイパーミュージカル「恋する悪魔」 @新宿シアターブラッツ （後谷渉／魔王の声役）
- リオフェス2021 吉野翼企画「吸血鬼ー伝染する媒介物ー」 @Performing Gallery&Cafe 絵空箱 （声の出演・ツララ役）
- TBスタジオ企画ハイパー朗読劇「手紙ー届かなかったラブレター」 @オメガ東京（間宮和江／間宮和子役）
- 家畜人ヤプー朗読会 @シアター新宿スターフィールド （開会宣言・朗読）[18]

### 2022年
- 虚飾集団廻天百眼「令和元年のシェイクスピア〜マクベスVSハムレットマシーン」（ロノ魔女／マクベス夫人／ハノ魔女 ※日替わり配役）
- タクトプロデュース「サムガールズ」@渋谷伝承ホール（銀座のホステス みどり役）
- 劇団ロオル mono drama live vol.1「ROLE」（女役 ※一人芝居）
- 第29回宵町シアターLIVE 「猫が珈琲を飲む朝」 @月光荘サロン 月のはなれ（変身後のツヌツヌ役）[19]
- 虚飾集団廻天百眼 観客参加型野外劇「サバトへの出発」（ウェンディ役）
- 虚飾集団廻天百眼「万物教会」（ヨークシャー少尉役）

### 2023年
- 寺山修司没後40年記念認定事業「人力飛行機ソロモン」[20]

## 歌曲
- 「7人の歌姫 朝倉薫を歌う」

## ラジオ
- 智一・美樹のラジオビッグバン (9代目アシスタントパーソナリティ・第7期BGP) 2007年11月 - 2008年9月[21]

## 映画
- 「 第2写真部!!」 （アユミ役）監督・松村清秀 2008年
- 「縁-enishi -」（カズミ役）監督・松村清秀  2011年
- 「軌跡〜小名浜0811〜」（ナレーション）監督・友利栄太郎  2011年
- 「静かな時間」（ドキュメンタリー） 監督：友利栄太郎  2020年 [22]
- 日照エレクトロニクス50周年記念映像「Your Best Partner」（近藤亜祐美役）監督・細井尊人 2019年[23]

## テレビ
- 日本テレビ「ドラマコンプレックス　松本清張ドラマスペシャル『指』」（劇団員役）2006年
- NHK「日本人のおなまえっ！」（矢場女役）2018年
- BSフジ「レイメイキ」（番組内映画予告『カタリスト』横井明日香役　監督・細井尊人）2019年

## ゲーム
- 「Gripper」（ディプレッション 役） Heart Core 2023年

## モデル
- 「HEAVY POP-へびぽ-」（ファッションショーモデル）2015年
- 「振袖日和2020年版」新潮社（誌面モデル）2018年
- VOGUE（イタリア語版）2021年 （石井飛鳥 作）[24]

## 逸話
- 寺山修司の作品で影響を受けたのは、演劇なら初めて出演した「盲人書簡」、映画なら「書を捨てよ町へ出よう」、書籍なら『寺山修司少女詩集』で少女時代の聖書としている[25]。
- ロリータファッション趣味は嶽本野ばらの影響から[26]。
- 楳図かずおのファンである。